# 弦楽四重奏曲第22番 (モーツァルト)

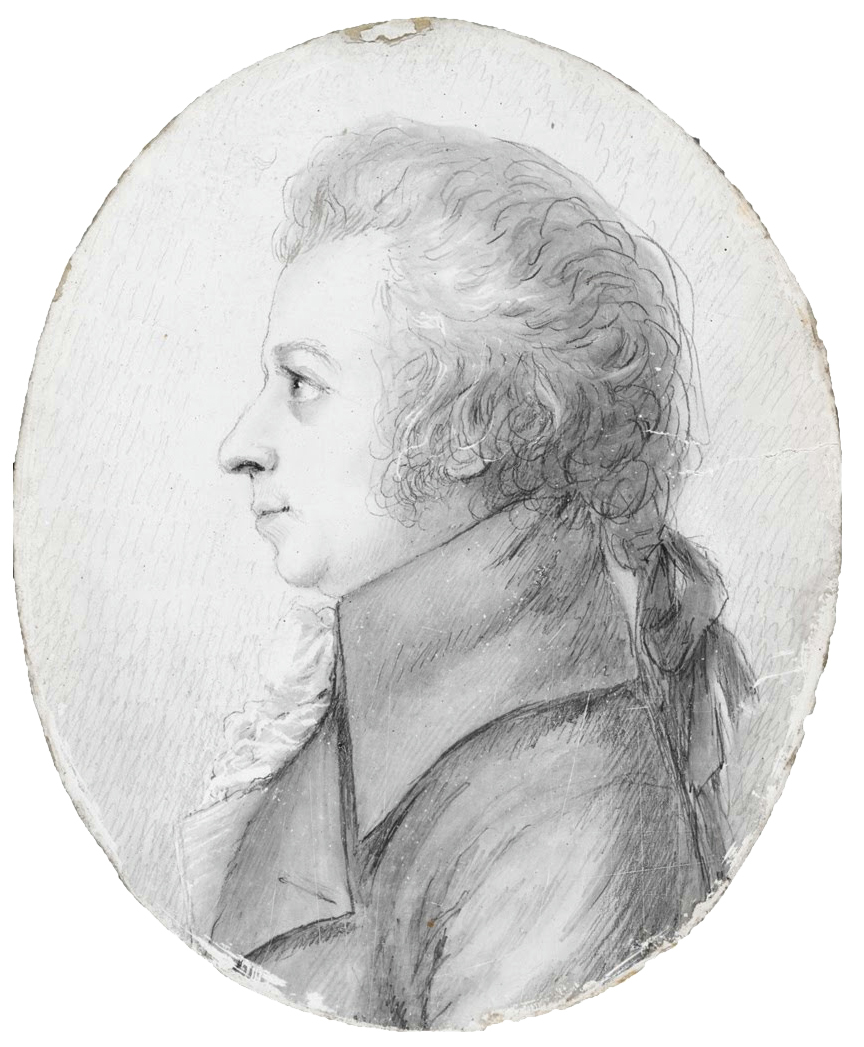
ドーラ・シュトックによるモーツァルトの肖像画（1789年）

弦楽四重奏曲第22番 変ロ長調 K. 589 は、ヴォルフガング・アマデウス・モーツァルトが1790年に作曲した弦楽四重奏曲。全3曲からなる『プロシャ王セット』のうちの2曲目であり、『プロシャ王第2番』とも呼ばれている。

## 概要
モーツァルト自身による作品目録によれば、本作は1790年5月（日付は書かれていない）にウィーンでオペラ『コジ・ファン・トゥッテ』（K. 588）の次に作曲したと記されている。これより1年ほど前に作曲し始め、ほぼ第2楽章まで書き上げていたというこの作品に、モーツァルトは再度取りかかって完成させた。
通説では、第21番（K. 575）と同様にプロイセン王フリードリヒ・ヴィルヘルム2世に献呈するために作曲したとされているが、第21番とは違い、自作品目録には「プロイセン王のために」とは書かれていない上、モーツァルトの主張を裏付ける資料はプロイセン周辺では一切発見されておらず、メイナード・ソロモンはこれを疑問視している。
チェロに堪能だった王に考慮して、この曲もチェロが活躍する、とされている。元々モーツァルトは管弦楽でもチェロを独立して使用することに積極的ではなかったが（『チェロ協奏曲 ヘ長調』（K. 206a）という作品が存在したが、現在は紛失しており、またモーツァルトの真作かも疑問視されている）、この『プロシャ王セット』以降、オペラ『魔笛』（K. 620）や『クラリネット協奏曲 イ長調』（K. 622）などでも盛んにチェロが活躍するようになる。モーツァルト晩年特有の響きは、こうしたチェロの用法も一因となっている。

## 構成
全4楽章、演奏時間は約23分。
- 第1楽章 アレグロ
変ロ長調、4分の3拍子、ソナタ形式。
なめらかに下降する穏やかな第1主題と、チェロによって高音域で提示される第2主題から成っている。
- 第2楽章 ラルゲット
変ホ長調、2分の2拍子（アラ・ブレーヴェ）、二部形式。
モーツァルトの弦楽四重奏曲中、唯一「ラルゲット」と指示された緩徐楽章。この表示は、たっぷりとした旋律をチェロに歌わせるための配慮かと思われる。
- 第3楽章 メヌエット：モデラート
変ロ長調、4分の3拍子。
この楽章はメヌエット部分に対して、トリオ部分がそれまでになく大きな規模で書かれている。また、トリオの後半の冒頭15小節では、第19番『不協和音』（K. 465）の序奏を想起させるような不気味な和声進行が、そして終結部では、第1ヴァイオリンによるバッハ風の技巧的なパッセージがみられる。
- 第4楽章 アレグロ・アッサイ
変ロ長調、8分の6拍子、自由なロンドソナタ形式。
軽快なフィナーレであり、ごく簡潔でありながら、主題労作を極めたベートーヴェンの後期弦楽四重奏曲に通じる側面を持っている。